# Vårtbitare
Vårtbitare (Tettigoniidae) är en familj i insektsordningen hopprätvingar som tillhör underordningen långhornsrätvingar. Familjen innehåller över 6 400 kända arter, varav de flesta finns i tropiska delar av världen. I Sverige finns 11 arter.
Vårtbitarna liknar gräshoppor, men har betydligt längre antenner. Kroppslängden hos de svenska arterna kan variera mellan 9 och 45 millimeter. 
Arterna är omnivorer (allätare), de livnär sig både på rov och av växtdelar. Som andra hopprätvingar har vårtbitare ofullständig metamorfos och genomgår utvecklingsstadierna ägg, nymf och imago.
Vårtbitarna har fått sitt namn genom en folklig föreställning om att de kan avlägsna vårtor genom att bita av dem. Större vårtbitare, Decticus verrucivorus (där verrucivorus betyder "den som äter vårtor"), har en längd av 25 till 45 millimeter och fick detta namn av Carl von Linné sedan han uppmärksammat att allmogen på Gotland använde den till att ta bort vårtor med.
Under sommaren och tidiga hösten talar man ofta om att "syrsorna spelar", men så är det inte. Vad vi vanligen hör är gräshoppor och vårtbitare – särskilt grön vårtbitare. Den ena svenska arten av syrsor, hussyrsan, håller till inomhus och på soptippar. Den andra arten, mullvadssyrsan, finns bara i södra Sverige.

## Bildgalleri

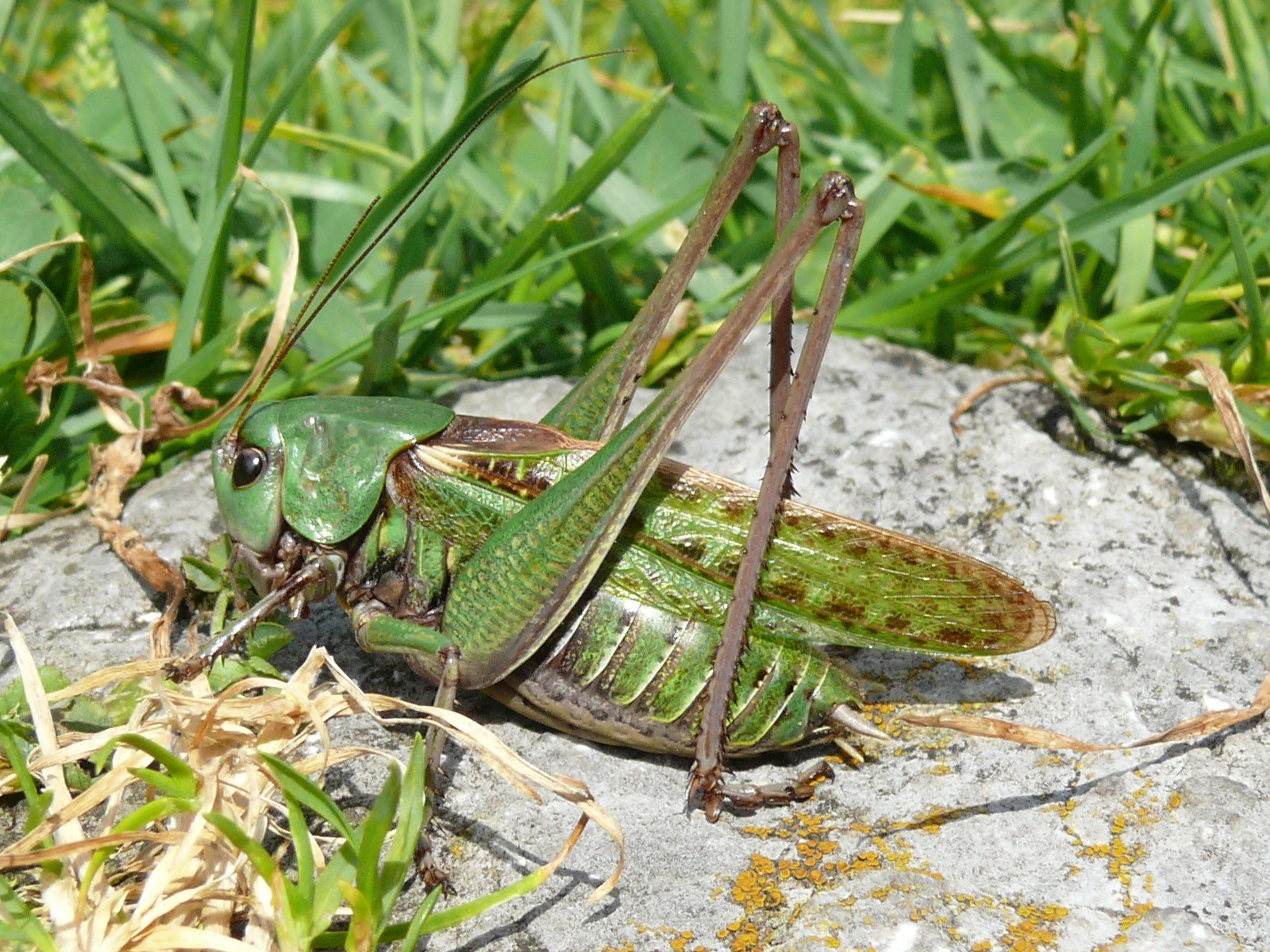
Större vårtbitare (Decticus verrucivorus)
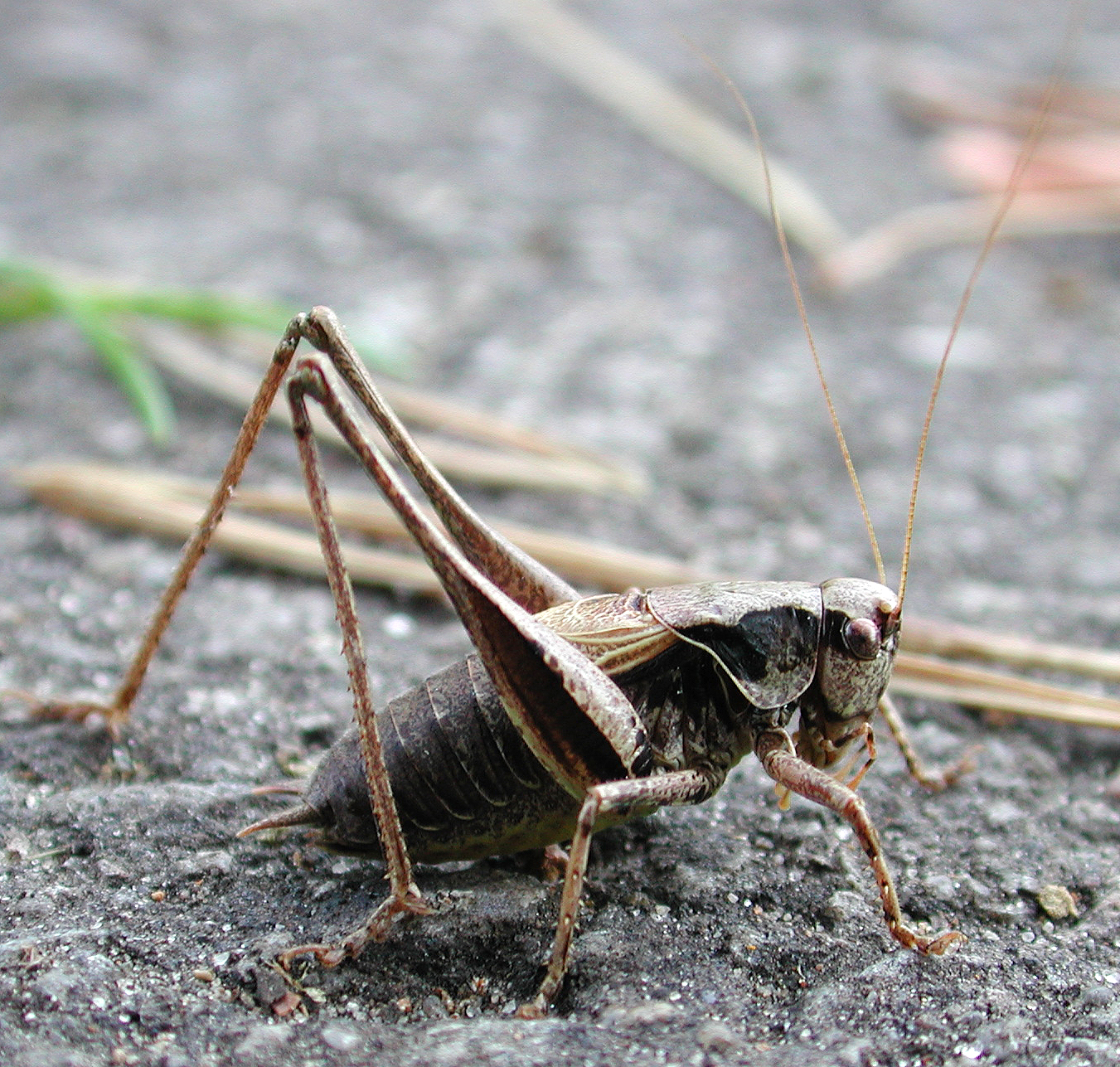
Buskvårtbitare (Pholidoptera griseoaptera)

## Källhänvisningar
1. ↑  ”Vårtbitare Tettigoniidae”. Artdatabanken. 2024. https://artfakta.se/taxa/2000891/information. Läst 24 juli 2024.
2. 1 2  ”Gräshoppor, vårtbitare och syrsor”. Fakta om naturen. Naturhistoriska riksmuseet. 20 mars 2024. https://www.nrm.se/fakta-om-naturen/djur/insekter-och-spindeldjur/grashoppor-vartbitare-och-syrsor. Läst 24 juli 2024.
3. ↑  von Linné, Carl. Carl Linnæi … Öländska och Gothländska Resa. Stockholm & Uppsala: Gottfried Kiesewetter. sid. 254. Libris 2396223. https://litteraturbanken.se/författare/LinnéCvon/titlar/OlandskaOchGotlandskaResa/sida/254/faksimil. Läst 1 oktober 2021.  ”Gräshoppan biter sönder Wårtan och däruti spyr en swart tärande wäska, som giör at Wårtan förgår.”
4. ↑   Vårtbitare i Nationalencyklopedins nätupplaga. Läst 16 februari 2015.